# Prohodna
Prohodna (en bulgare : Проходна) est une grotte du centre-nord de la Bulgarie, dans la municipalité de Loukovit.
Elle est notamment célèbre par ses « yeux de Dieu », trous qui se sont formés naturellement dans son plafond.

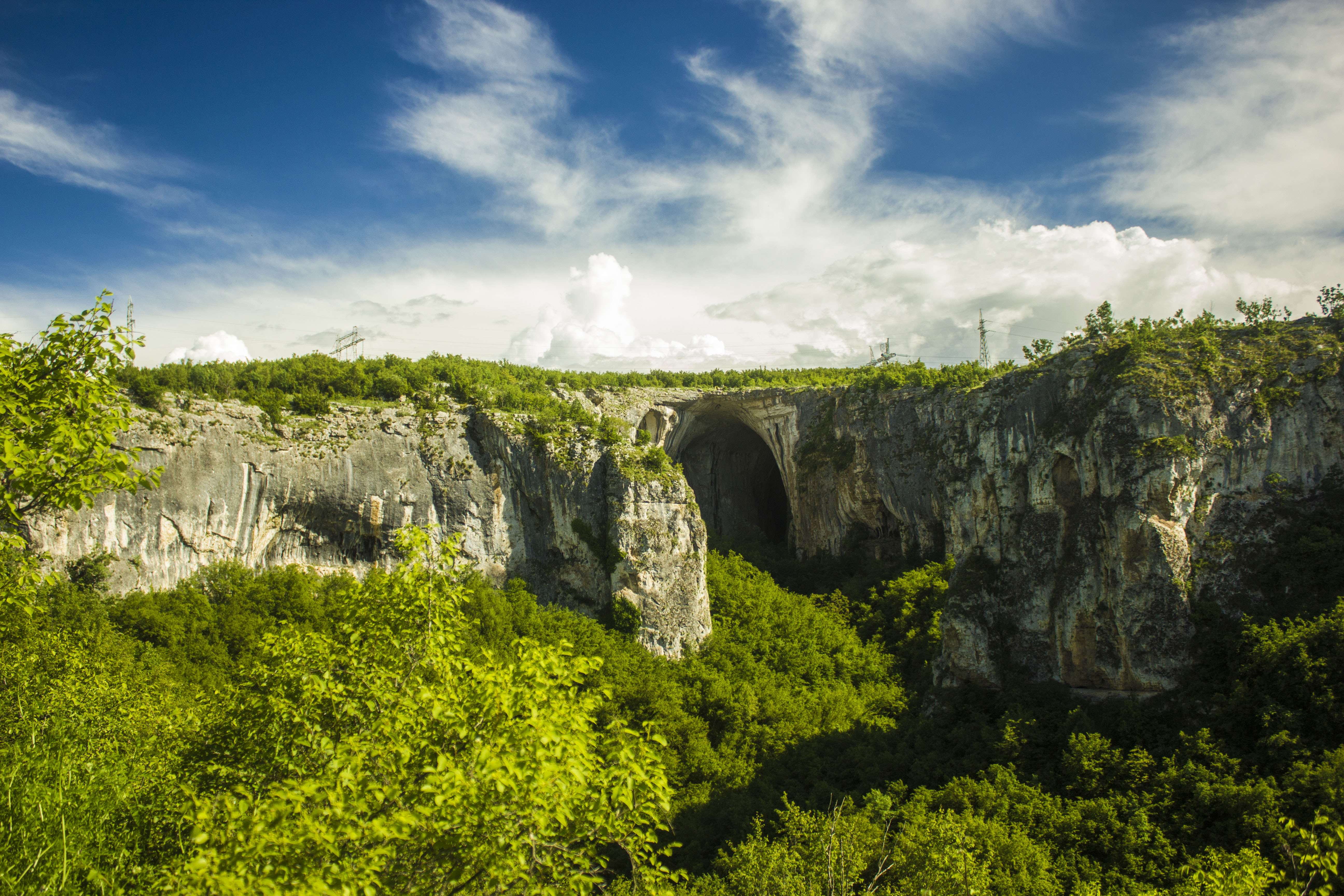
La grotte vue de l’extérieur.
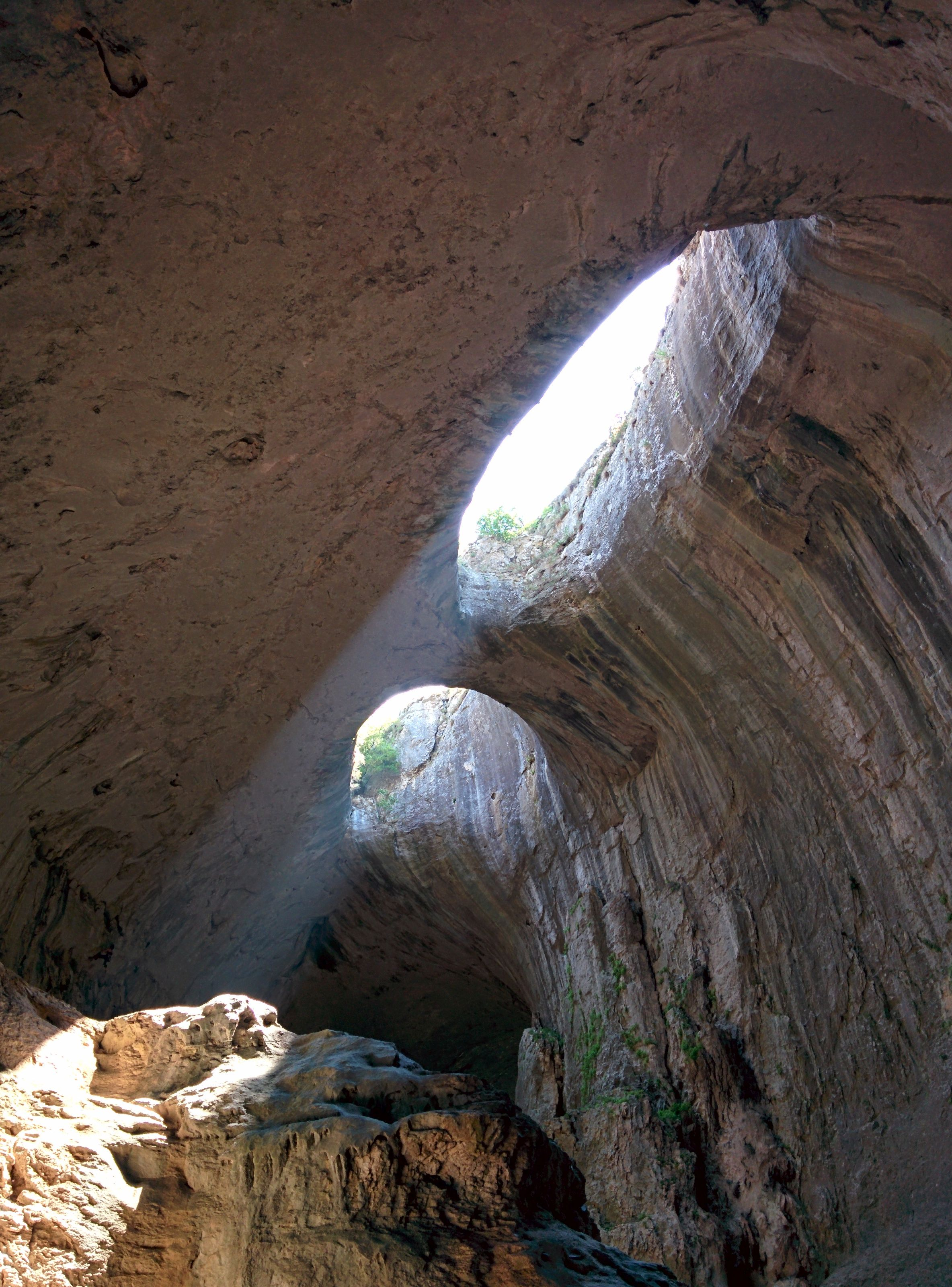
Les « yeux de Dieu ».
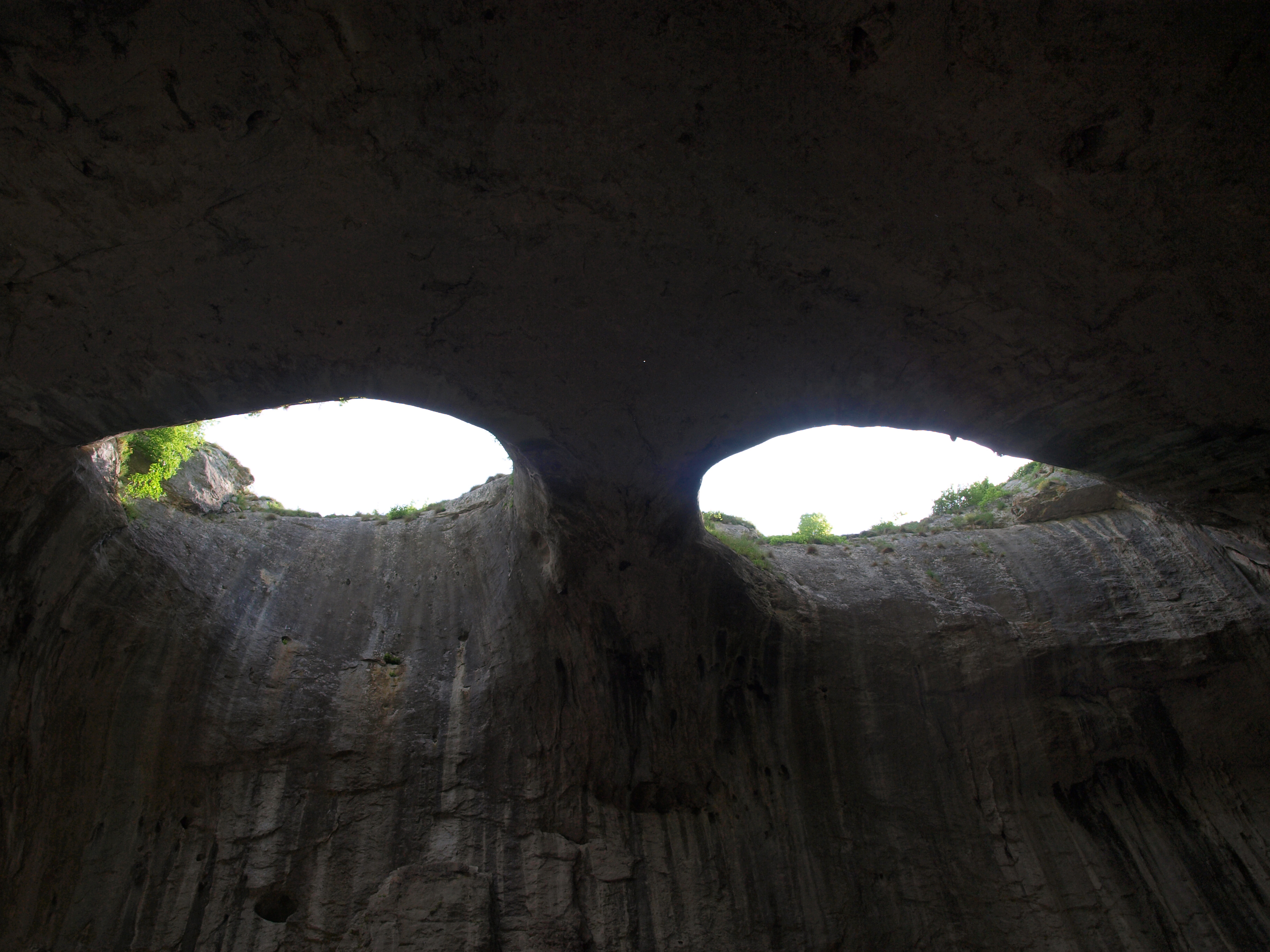
Les « yeux de Dieu ».